# Tadeusz Jaworski (1910–1968)
Tadeusz Stanisław Jaworski ps.: Bławat, Piskorz,  vel Tadeusz Wolak, vel Tadeusz Bławat (ur. 12 września 1910 w Przemyślu, zm. 17 listopada 1968 w Londynie) – kapitan piechoty Wojska Polskiego, Polskich Sił Zbrojnych i Armii Krajowej, uczestnik kampanii wrześniowej, Powstania Warszawskiego, cichociemny. Zwykły Znak Spadochronowy nr 0125, Bojowy Znak Spadochronowy nr 1642.

## Życiorys
Był synem Stanisława i Marii z domu Błaszczyk. Uczył się w Państwowym Gimnazjum w Sandomierzu, w 1931 roku zdał tam egzamin dojrzałości. Od 15 października 1931 roku był słuchaczem Szkoły Podchorążych Rezerwy Piechoty w Ostrowi Mazowieckiej. Po jej ukończeniu od 10 listopada 1932 roku został przydzielony do 7 kompanii 39 Pułku Piechoty, 15 stycznia 1933 roku został przeniesiony do rezerwy. Awansowano go na stopień podporucznika, ze starszeństwem od 1 stycznia 1935 roku. Od roku 1934 pracował jako urzędnik w Zakładach Górniczych w Starachowicach. Mieszkał w Warszawie.
We wrześniu 1939 roku został przydzielony do Delegatury Sztabu Głównego przy DOKP Warszawa. Od 24 września 1939 roku przebywał w niewoli sowieckiej w ZSRR. Uciekł 8 października1939 roku, dotarł do Niemiec, 21 stycznia 1940 roku przekroczył granicę polsko-węgierską. Od 28 lutego 1940 przebywał we Francji, wstąpił do Polskich Sił Zbrojnych, został przydzielony na staż do armii francuskiej w Maetzu, następnie od 20 maja do 17 czerwca 1940 roku służył w 1 kompanii strzeleckiej 1 batalionu 8 Pułku Piechoty 3 Dywizji Piechoty. Po upadku Francji, w czerwcu 1940 roku znalazł się w obozie pracy w nieokupowanej części Francji. Uciekł, 25 lutego 1943 roku przekroczył granicę francusko-hiszpańską, 5 marca 1943 roku przez Gibraltar dotarł do Wielkiej Brytanii. wstąpił do Polskich Sił Zbrojnych pod dowództwem brytyjskim, został przydzielony do batalionu zapasowego Centrum Wyszkolenia Piechoty w Szkocji.
Zgłosił się do służby w kraju. Został przeszkolony ze specjalnością w dywersji, na kursach specjalnych dla kandydatów na cichociemnych, m.in. spadochronowym. Zaprzysiężony na rotę ZWZ/AK 23 września 1943 roku w Chicheley, i przeniesiony na stację wyczekiwania Głównej Bazy Przerzutowej w Latiano nieopodal Brindisi we Włoszech.  Został awansowany na stopień porucznika 28 czerwca 1944 roku, ze starszeństwem od 5 maja 1944 roku.
Skoczył ze spadochronem do Polski w nocy 4/5 maja 1944 roku, w sezonie operacyjnym „Riposta”, w operacji lotniczej „Weller 17”, z samolotu Halifax JP-177 „P” (1586 Eskadra PAF), na placówkę odbiorczą  „Mewa-1” 222 (kryptonim polski, brytyjskie oznaczenie numerowe pinpoints),  w okolicach miejscowości Dalechowice, 15 km od Skalbmierza. Razem z nim skoczyli: ppor. Zdzisław Luszowicz ps. Szakal, por. Antoni Nosek ps. Kajtuś, por. Cezary Nowodworski ps. Głóg, por. Mieczysław Szczepański ps. Dębina, por. Czesław Trojanowski ps. Litwos.
W powstaniu warszawskim od 2 sierpnia 1944 roku walczył w Śródmieściu Południowym jako dowódca plutonu oraz 2. kompanii batalionu „Iwo”. Od 26 sierpnia jako dowódca plutonu szturmowego kompanii „Gaduła” batalionu „Miłosz” na wschodniej części odcinka taktycznego „Bogumił”. 2 września został dwukrotnie ranny, postrzelony z broni maszynowej podczas walk w okolicach Sejmu. Od 15 września dowódca 3. kompanii batalionu „Odwet II” Zgrupowania „Golski”, na odcinku „Topór” w rejonie Politechniki oraz Noakowskiego 8, 10, 12 i 14.
Po kapitulacji powstania od 5 października 1944 roku przebywał w niewoli niemieckiej, osadzony  w obozie w Ożarowie, następnie w oflagu Sandbostel. Podczas transportu do oflagu w Lubece 2 maja 1945 roku został uwolniony przez oddziały wojsk angielskich.
Od 10 maja 1945 roku przebywał w Wielkiej Brytanii,  od 3 lipca 1945 do 9 lipca 1946 roku był przydzielony do XXV Pomorskiego Batalionu VIII Brygady 4 Dywizji Piechoty. 
Pozostał na emigracji, zmarł 17 listopada 1968 roku w Londynie, pochowany na cmentarzu Chiswick – Block N, Class C, gr. 432.

## Awanse
- starszy strzelec podchorąży – 3 maja 1932 roku;
- kapral – 11 sierpnia 1932 roku;
- podporucznik – ze starszeństwem od 1 stycznia 1935 roku;
- porucznik – 28 czerwca 1944 roku, ze starszeństwem od 5 maja 1944 roku;
- kapitan[potrzebny przypis] –

## Odznaczenia
- Krzyż Walecznych – czterokrotnie.